# Anetan
Anetan – dystrykt w północnej części wyspy Nauru. Populacja dystryktu to 498 mieszkańców (2002), zaś powierzchnia to 1 km².